# 俎琚
俎琚（1489年—1543年），字佩章，河南彰德府磁州人，民籍，明朝政治人物。

## 生平
俎琚生質奇偉，明敏通博。早年受學於太學生劉君機，并娶其女。正德十四年（1519年）中式己卯科河南鄉試第六十名舉人，正德十六年（1521年）聯捷第三甲第二百一十名進士。初觀政通政司，奉命出使遼東。授戶部山西司主事，奉命差江西九江分司監稅，陞本部雲南司員外郎、湖廣司郎中。嘉靖三年（1524年）大禮議中，俎琚參與左順門事件，忤旨下獄，後放歸。

## 家族
曾祖父爼榮；祖父爼紀；父親爼昌。母李氏；繼母董氏。具庆下。弟瑶、環、珮、瑞。